# Erythrocercus
Erythrocercus es un género de paseriformes, el único de la familia Erythrocercidae, recientemente reconocida. Anteriormente se clasificaba en Monarchidae, que en ese momento era un taxón cajón de sastre para la superfamilia Sylvioidea. Sus especies se distribuyen por el África subsahariana.

## Especies
Se reconocen las siguientes especies:
- Erythrocercus holochlorus Erlanger, 1901 – monarca amarillo;
- Erythrocercus mccallii (Cassin, 1855) – monarca capirrufo;
- Erythrocercus livingstonei Gray, GR, 1870 – monarca de Livingston.